# Д’Обиньяк
Франсуа Эдлен (Эделин, Геделин, фр. François Hédelin), больше известный как аббат д’Обиньяк (фр. abbé d'Aubignac; 1604—1676) — французский драматург, театровед и литературовед. Внук врача-хирурга Амбруаза Паре.

## Биография
Родился в семье юриста, получил юридическое образование и некоторое время практиковал в Немуре как адвокат. Затем принял сан священника, работал воспитателем в семье маршала Майе-Брезе, где его воспитанником был будущий герцог де Фронзак, выдающийся флотоводец. Благодаря покровительству своего воспитанника Эдлен был назначен настоятелем аббатства Нотр-Дам д’Обиньяк в Сен-Себастьене и получал пенсион в 4000 ливров, однако гибель герцога в 1646 году положила конец его благосостоянию и благополучию, и после этого аббат обратился к литературной карьере.
В 1647 году была поставлена трагедия д’Обиньяка «Зенобия», не имевшая успеха. Другие свои пьесы д’Обиньяк к постановке не предлагал, а его единственный опыт в художественной прозе, философский роман «Макариза, или Королева счастливых островов» (фр. Macarise, ou la Reine des îles Fortunées; 1664) современники встретили ироническими замечаниями. Однако как теоретик театра д’Обиньяк был весьма влиятелен: его трактат «Практика театра» (фр. Pratique du Théâtre), впервые опубликованный в 1657 году, но шлифовавшийся автором до конца жизни, был нацелен на закрепление канона классицистской трагедии — в нём, в частности, впервые был жёстко сформулирован принцип трёх единств. Жан-Франсуа де Лагарп спустя столетие резко отозвался об этой книге как о «тяжеловесном и скучном комментарии к Аристотелю, принадлежащем педанту без вкуса и воображения, плохо усвоившему всё им прочитанное, но убеждённому, что он разбирается в театре, на основании лишь того, что умеет читать по-гречески». Кроме того, д’Обиньяк принимал активнейшее участие в литературной полемике, нападая в особенности на Пьера Корнеля и Жиля Менажа. Собрал вокруг себя круг авторов, желая создать собственную литературную академию (Габриэль Гере должен был быть её секретарём), но не получил королевского разрешения.
Отдельное значение имеет работа д’Обиньяка «Академические предположения по поводу Илиады» (фр. Conjectures académiques sur l'Iliade), опубликованная посмертно в 1715 году: в ней д’Обиньяк, значительно опережая науку своего времени, заключил, что «Илиада» и «Одиссея» не были написаны одним лицом, а представляют собой ряд самостоятельных песен, лишь впоследствии собранных воедино (см. «гомеровский вопрос»).